# Ивелина Колева
Ивелина Колева Иванова е българска народна певица.

## Биография
Ивелина Колева е родена на 21 януари 1981 г. в Добрич. От малка е закърмена с народната песен. Като дете е била в „Център за работа с деца“, където изучава българския фолклор. След това завършва средното си образование в Добрич, в музикална паралелка, с профил народно пеене. Висшето ѝ образование не е музикално. Завършва магистратура „Социална администрация в публичния сектор“, като през периода на обучението си продължава да се занимава с музика.
През годините е работила с няколко оркестъра, явявала се е по конкурси още от ученическите си години. Освен в България, изпълнителката е пяла няколко години в Швейцария – „Школа за известни музиканти и певици в България“. Първата голяма самостоятелна изява на певицата във фирма „Пайнер“ е през 2009 година, на фестивала „Пирин Фолк“, където участва с песента „С мерак, любов и песен“.
Един от дуетите на Ивелина е със сестра ѝ Преслава и е по нейна музика. Песните, които Ивелина представя във фолклорната програма „Пролет в Приказките“, също са нейно дело.
Певицата е част от музикална компания Пайнер като индивидуален изпълнител от 2009 г., като издава песни във фолклорния жанр. През 2014 г. фирмата издава дебютния ѝ албум „С мерак, любов и песен“, който съдържа 13 песни.

## Семейство
Ивелина Колева е разведена, с едно дете. Сестра е на певицата Преслава.

## Дискография

### Студийни албуми
- „С мерак, любов и песен“ (2014)
- „Добруджа на хляб мирише“ (2016)
- „Моме Невено“ (2022)

## Награди
Годишни музикални награди на Телевизия „Планета“
| Година | Получател      | Награда                          | Резултат  |
| ------ | -------------- | -------------------------------- | --------- |
| 2015   | Ивелина Колева | Фолклорен изпълнител на годината | Спечелена |